# Total Life Forever
Total Life Forever ist das zweite Studioalbum der englischen Indie-Rock-Band Foals.
Es ist der Nachfolger des Albums Antidotes und erschien am 10. Mai 2010 beim britischen Label Transgressive Records. 

## Aufnahmen
Bereits im Sommer 2009 wurden verschiedene Stücke des Albums live präsentiert. Aufgenommen wurde es mit Produzent Luke Smith im Svenska Grammofon Studio im schwedischen Göteborg. Der Titel des Albums wurde am 24. Februar 2010 vorgestellt.

## Rezensionen
Das Album erhielt größtenteils positive Kritiken. Insbesondere die Entwicklung im Vergleich zum Vorgängeralbum wird häufig gelobt.
So vergibt Adrian Meyer von laut.de 5 von 5 Punkten und meint: Foals liefern mit ihrem Zweitling eine Scheibe ab, die von einem enormen Reifeprozess zeugt. Ihre auf "Antidotes" vorherrschende Aufmüpfigkeit haben sie auf "Total Life Forever" nicht vollständig aufgegeben. Der damalige konzentrierte Druck hat sich vielmehr auf eine elaborierte Breite ausgeweitet. "Total Life Forever" begeistert bereits beim ersten Hördurchlauf - und ist Grower zugleich.
Björn Bauermeister bewertet das Album auf tonspion.de mit 5 von 6 Sternen und urteilt: Die Foals handeln heute weniger theoretisch, kümmern sich mehr um den Ausdruck und den Moment, sind weniger hektisch als vielmehr besinnlich in ihrem Kosmos zugange.
The trick here is to locate a beating heart, the missing Z to their rigorous X and Y axes, without losing sight of what made them so exciting in the first place, so Alex Denney für bbc.co.uk.
Auf on3.de ist Total Life Forever Album der Woche, in der Rezension heißt es: Wenn die Musikindustrie nicht komplett den Bach runtergeht, dann könnten die Foals wirklich eine ganz große Nummer werden.
In der Kritik auf intro.de urteilt der Autor: Das Gerüst der Musik [wurde] an vielen Stellen gelockert, das Vertrackte aus der Math-Rock-Vergangenheit der Band wird durch elegische Texturen aufgeweicht, es gibt weniger Hektisches in den Strukturen, weniger Kryptisches in den Inhalten. 
Der NME urteilt It is nervous, intense and quite brilliant. und vergibt 8 von 10 möglichen Punkten.

## Titelliste
1. Blue Blood – 05:17
2. Miami – 03:42
3. Total Life Forever – 03:18
4. Black Gold – 06:26
5. Spanish Sahara – 06:50
6. This Orient – 04:05
7. Fugue – 00:49
8. After Glow – 06:09
9. Alabaster – 04:00
10. 2 Trees – 05:11
11. What Remains – 04:37

### Bonus-CD
Es erschien zudem eine Limited Edition des Albums, die eine zusätzliche Bonus-CD mit folgenden Titeln enthält:
1. Bloo Blood – 01:00
2. Bloo Blood 2 – 00:46
3. TLF – 00:46
4. TLF 2 – 01:00
5. TLF 3 – 01:31
6. TLF 4 – 01:02
7. TLF 5 – 01:26
8. Black Gold // – 02:53
9. Black Gold 2 – 08:30
10. Spanish Sahara (Sonar) – 01:20
11. ---- – 00:36
12. Alabaster – 01:31
13. Two Trees – 00:50
14. Two Trees 2 – 01:37
15. Remains – 01:13

## Singleauskopplungen
- Spanish Sahara (17. April 2010)
- This Orient (3. Mai 2010)
- Miami (4. Juli 2010)
- Spanish Sahara (Re-Release)
- Blue Blood (8. November 2010) (nur als Download)

## Erfolge
Total Life Forever gelang der Einstieg in zahlreiche europäische Charts. Im Juli 2010 wurde das Album für den Mercury Music Prize nominiert. Die Single This Orient stieg für eine Woche auf Platz 97 der britischen Single-Charts ein, die Single Miami schaffte es auf Rang 127.
| Beste Chartposition | Beste Chartposition | Beste Chartposition | Beste Chartposition | Beste Chartposition | Beste Chartposition | Beste Chartposition | Beste Chartposition   |
| GER                 | CH                  | UK                  | BEL                 | FRA                 | GRE                 | IRL                 | US Heatseekers Albums |
| ------------------- | ------------------- | ------------------- | ------------------- | ------------------- | ------------------- | ------------------- | --------------------- |
| 48                  | 62                  | 8                   | 72                  | 38                  | 21                  | 25                  | 35                    |

## Weitere Mitwirkende
- Gemischt von Alan Moulder
- Gemastert von Stephen Marcussen
- Aufnahme und Programmierung: Ferg Peterkin
- Blue Blood aufgenommen und produziert von Mike Crossey
- Zusätzlicher Gesang: Caroline Wickberg
- Coverdesign: Big Active & Foals
- Fotos: Steve Gullick, Dave Ma